# تانگ یی (شناگر)
تانگ یی (انگلیسی: Tang Yi؛ زادهٔ ۸ ژانویهٔ ۱۹۹۳) ورزشکار ورزش شنا اهل چین است.
وی در مسابقات کشوری و بین‌المللی در مجموع برندهٔ ۱۶ مدال طلا، ۳ مدال نقره و ۷ مدال برنز شده‌است.